# Sakamoto Ryoma

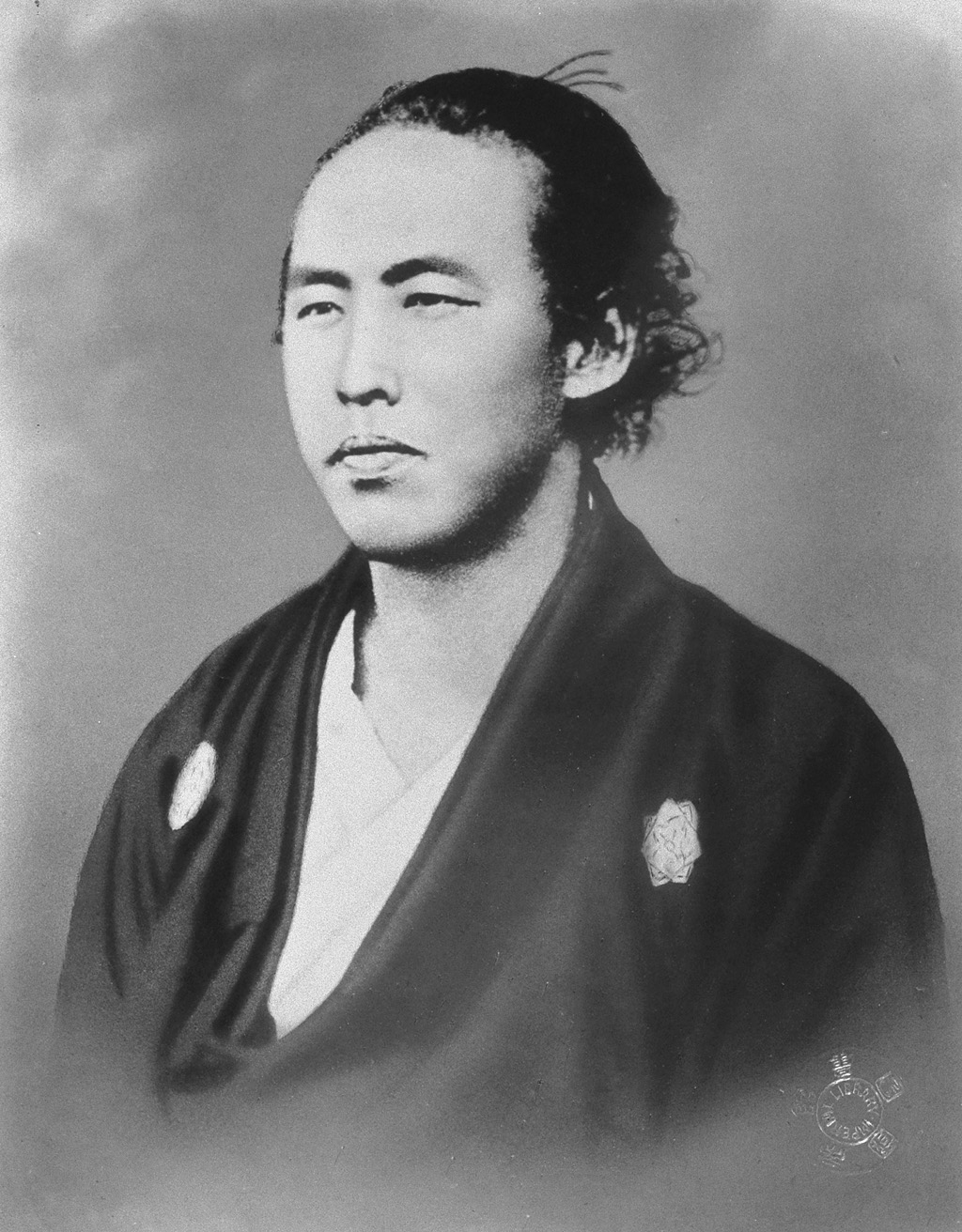
Sakamoto Ryōma

Sakamoto Ryōma (Japans: 坂本 龍馬) (Kochi, 3 januari 1836 – Kioto, 10 december 1867) was een Japans samoerai en ondernemer.
Hij werd geboren in een rijke familie van Tosa-Han (土佐藩) (nu Kochi 高知). Zijn vader was de tweede zoon van Sakamoto Hachihei (坂本八平), een koopman-samoerai. Hij had een oudere broer en drie zussen. Later werd hij een bekende samoerai en trouwde met Oryō (おりょう).
Hij was een van de belangrijkste personen van de Meiji Restauratie en had sterke interesse in de westerse technologie en wapens. Het verschil tussen Ryōma en anderen was dat anderen de meerderheid volgden, maar Ryōma dacht meer aan gelijkheid en vrijheid en verafschuwde het klassenonderscheidsysteem. Hij werkte nooit voor zijn eigen voordeel en dwong anderen nooit tot iets. Sakamoto Ryōma had een tweede naam, Saitani Umetarō (才谷梅太郎). Tijdens de strijd tegen de Shogun gebruikte hij deze alias.

## Kioto
Op 10 december 1867 bevond Ryōma zich in Kioto met zijn vriend Nakaoka Shintaro (中岡慎太郎). Daar werd hij vermoord bij een sojasauswinkel die Omiya (近江屋) heette. Ryōma was toen 31 jaar oud. Wie de dader is, weet men nog altijd niet. Zijn graf bevindt zich in de Kiyomizu Tempel (清水寺) in Kioto.
- Tosa-Han (土佐藩) = bevindt zich aan het eind van de Edo periode.

## Leven van Sakamoto Ryōma

### De Jonge Ryōma
Op 3 januari 1836 werd Sakamoto Ryōma geboren in een familie van koopman-samoerai in Tosa (土佐) (Kochi 高知). Hij was de jongste zoon van de familie. Hij had een oudere broer en drie zussen. Zijn familie was zeer rijk geworden dankzij de productie van sake. Ze waren zodanig rijk dat ze voor zichzelf de titel van "koopman samoerai" konden kopen. In Kochi, bestonden twee samoeraiklassen, namelijk de joshi en de goshi ( joshi = hoger, goshi = lager). De familie Sakamoto behoorde tot de goshi (郷士), een lagere samoeraiklasse.
Zoals andere kinderen moest Ryōma naar school gaan totdat hij 14 jaar oud was. Nadien begon hij kendō (剣道) te beoefenen. Hij was erg goed in kendō en dat had zijn vader ook gemerkt. Daarom stuurde zijn vader hem naar Edo om zijn zwaardtechniek te verbeteren. Voordat Ryōma naar Edo ging, zei zijn vader tegen hem: "Ryōma, je moet 3 dingen goed onthouden. Ten eerste moet je je erg goed oefenen in kendō. Ten tweede dien je geen geld te verspillen. Ten derde, laat je niet te gemakkelijk verleiden door de talrijke mooie meisjes van Edo, want je moet je voornamelijk concentreren op jouw kendō." Op de kendō-school wist Ryōma veel vrienden te maken. Een van zijn beste vrienden heette Jutaro, zoon van Chiba Sadakichi. Hij was de neef van Chiba Shusaku, de meest beroemde zwaardmeester in Japan. Op achttienjarige leeftijd werd Ryōma de beste zwaardvechter van de school en genoot hij veel respect onder de jonge studenten.
In 1853 kwam Commodore Perry met zijn schip aan in de Baai van Edo. Meer dan 200 jaar lang was Japan geïsoleerd van de rest van de wereld. De shogun gaf alle clans de opdracht om Edo te bewaken. Ook de studenten van Tosa werden bijeengeroepen om het bevel uit te voeren. Uiteraard hoorde Ryōma daarbij. De Kurobune-zwarte schepen (黒船) van Perry hadden een grote indruk gemaakt op Ryōma. De macht en de technologie van het westen verontrustten Ryōma over de toekomst van Japan. Hierover schreef hij een brief aan zijn vader: "Ik denk dat er binnenkort een oorlog zal uitbreken. Als het zover komt, zal ik eerst de buitenlanders een kopje kleiner maken voordat ik naar huis kan terugkeren.". Al snel werd Ryōma een van de jongste patriotten van Japan.
Op een dag ontmoette Ryōma in Edo een goede vriend uit zijn kindertijd, Takeshi Hanpeita. Takeshi probeerde hem te onderwijzen over het probleem van Japan. In 1854 keerde Ryōma terug naar zijn huis in Tosa. Ongeveer twee jaar later ontmoette hij Kawada Shoryo (河田小竜), die bekend was vanwege zijn kennis van de westelijke cultuur. Ryōma heeft veel van hem geleerd. Dankzij Kawada Shoryo (河田小竜) werd Ryōma aangespoord om de economie en de sociale systemen van de westerse landen als de Verenigde Staten te bestuderen. In die tijd leerde Ryōma een vuurwapen te gebruiken.

### Werken met Katsu Kaishu (勝海舟)

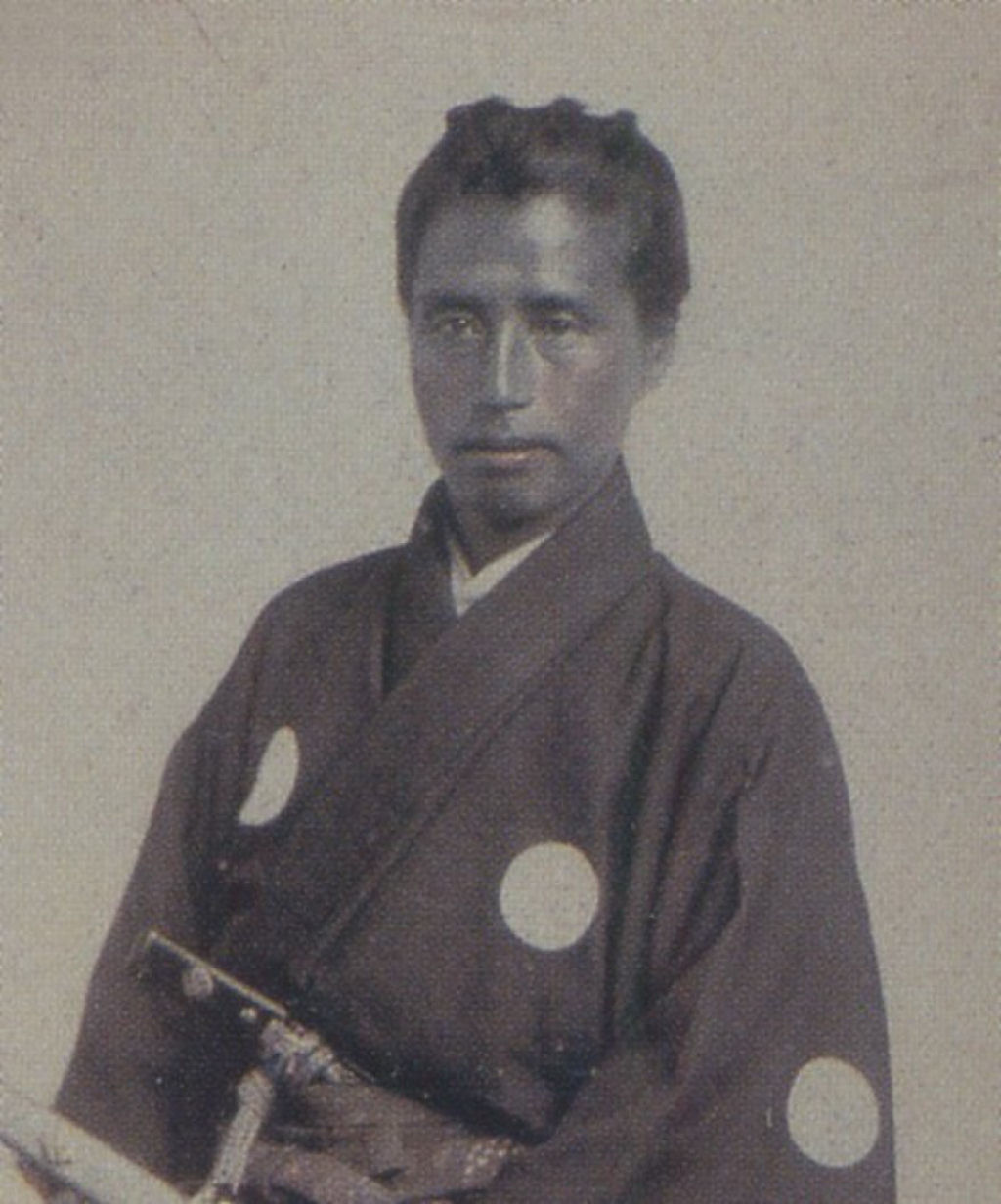
Katsu Kaishu

Het meest interessante van de Verenigde Staten was voor Ryōma dat er geen klassenonderscheid bestond. Dit bracht hem tot de gedachte dat de shogun geleidelijk onnodig zouden worden. In 1856 keerde Ryōma terug naar Edo. In de zwaardscholen merkte Ryōma op dat er een sterk anti-buitenlands gevoel aanwezig was. Na een tijd ontving hij de hoogste rang in zijn school. Toen hij zijn studie in 1858 beëindigde, bestudeerde hij het gebruik van westerse vuurwapens en keerde daarna terug naar Tosa. In 1862 startte Ryōma met zijn vriend Takechi een anti-buitenlandse groepering in Tosa. Aangezien de Tosa-heer weigerde de groep te erkennen, broedden ze een plan uit om heer Yoshida Toyo (吉田東洋) te vermoorden. Wat Ryōma wilde was een revolutie in heel Japan. Aangezien Ryōma over heel wat kennis over westerse landen beschikte, besloot hij om Tosa te verlaten.
In december 1862 besloot Ryōma Katsu Kaishu te vermoorden. Katsu Kaishu was de hoogste ambtenaar in de overheid. Hij was ook de kapitein van het schip "Kanrin Maru"(咸臨丸). In die tijd was Katsu misschien de meest progressieve persoon van de overheid van de shoguns. Omdat hij de shoguns steunde, waren de jonge patriotten niet zo blij met hem. Ryōma zocht Katsu op, samen met Jutaro. Katsu wist blijkbaar waarom Ryōma bij hem kwam, want hij zei tegen hem: "Even luisteren naar me voordat jullie iets gaan doen." Ryōma luisterde en Katsu vertelde wat zijn echte doel was. Daarna zei Ryōma tegen Katsu: "Ik ben beschaamd over mijn koppigheid. Laat me uw discipel worden." Het was een plotselinge verandering van Ryōma, die ineens op totaal andere manier dacht over Katsu. Vanaf dat ogenblik was Katsu ervan overtuigd dat Japan een marine moest hebben om zich te beschermen tegen andere landen.

### Marine Kaientai (海援隊) en het begin van de Meiji Restauratie
In april 1863 haalde Katsu de shogun over om een marineschool in Kobe (神戸) op te richten. Katsu benoemde Ryōma als hoofd van de nieuwe marineschool. Op 29-jarige leeftijd heeft Ryōma meer dan 300 samoerai over geheel Japan verzameld. Na scheepvaart te hebben gestudeerd wordt Ryōma uitgezonden naar Hokkaido (北海道), om dit eiland te onderzoeken. In jaar 1864 bombardeerde de clan Chōshū (長州) Nederlandse schepen. In de oorlog tussen Satsuma en Groot-Brittannië heeft de clan van Satsuma (薩摩) in Kagoshima (鹿児島) tegen de Britten gevochten.
Later werden deze twee clans aangevallen door westerse troepen, die ze een zware slag toebrachten. In de zomer van dat jaar, hadden sommige mensen van de Chōshū-clan een geheime vergadering bij de herberg Ikedaya (池田屋). De vergadering gaat over het plan om de keizer te ontvoeren. Shinsengumi (新撰組), een onofficiële politiemedewerker onder het bevel van de overheid, heeft deze vergadering ontdekt. Ze vielen de herberg binnen, 7 mensen van de Chōshū-clan worden vermoord, 4 raken gewond en 23 worden gevangengenomen. De Chōshū-clan werd nu ook door de keizer als vijanden beschouwd. Alle andere clans kregen het bevel Chōshū aan te vallen. Op een dag kwam Katsu Saigo Takamori (西郷隆盛) tegen, de hoofdambtenaar van de Satsuma-clan. Katsu zegt tegen Saigo: "Het is onvermijdelijk om Japan weer open te stellen voor het westen. De overheid heeft het vermogen niet dit te veranderen." Na de discussie met Katsu besloot Saigo te weigeren Chōshū aan te vallen.

Kaientai Vlag

Omdat er te veel opstanden in het westelijk deel van Japan waren, heeft de overheid haar marineschool in Kobe gesloten. De overheid heeft ook ontdekt dat sommige studenten van de marineschool die uit de Chōshū-clan kwamen, hadden meegedaan aan de aanvallen op het paleis van de keizer. Katsu moest de marineschool verlaten en naar Edo vertrekken. Hij liet zijn studenten achter bij zijn vriend Saigo, de hoofdambtenaar van Satsuma. In 1864, ging Ryōma met ongeveer 20 vrienden naar Narazaki (楢崎) en daar bouwde hij een bedrijf, Kameyama Shachu (亀山社中). Later werd dit ook Kaientai (Zee hulp kracht) genoemd. In de lente van 1867 richtte Ryōma zijn Kaientai op, het eerste moderne bedrijf van Japan en de voorloper aan Mitsubishi (三菱). Kaientai was een privémarine en een verschepende firma waar Ryōma en zijn mensen kanonnen voor Chōshū en de Satsuma revolutionairs doorvoerden. Hun basis was de internationale havenstad van Nagasaki (長崎). In hetzelfde jaar nam Iwasaki Yataro (岩崎弥太郎) de bedrijven van Tosa over. Kaientai was er ook bij.
Ryōma had geen schepen en huurde een schip van een andere clan om producten te vervoeren. Saigo vroeg aan Ryōma of hij de schepen van zijn clan wilde huren, omdat de werknemers van Ryōma betere technieken hadden. Op dit ogenblik werd Ryōma bezocht door Kogoro Katsura, (桂小五郎) de hoofdambtenaar van de Chōshū-clan. Kogoro zei tegen Ryōma: "Zoals u het weet hebben we de Chōshū clan verboden om wapens te kopen, als straf voor de aanval in Kioto. Maar we hebben heel wat nodig voor de volgende slag." In die dagen dacht Ryōma dat het moeilijk was om Japan te verenigen zonder samenwerking tussen de Chōshū-clan en de Satsuma clan. Hij had erover gedacht hoe hij die twee clans samen kon brengen. Chōshū had rijst, maar geen wapens. Satsuma kon wapens kopen, maar had een tekort aan voedsel. Dus besloot Ryōma Satsuma eerst wapens te laten kopen en ze daarna te verschepen naar Chōshū. In ruil verscheepten die rijst naar Satsuma. Dit was de enige manier om de twee clans te verenigen. Uiteindelijk was het gelukt. Het contract werd in het geheim ondertekend in Kioto op 22 januari 1866.
Mogelijk heeft de overheid ontdekt dat Ryōma in het geheim aan het onderhandelen was met de twee clans. Zij stuurde militairen om hem aan te vallen. Op 23 januari ging Ryōma naar de herberg Teradaya (寺田屋), samen met Miyoshi Shinzo (三吉慎蔵). Teradaya was de favoriete herberg van Ryōma, omdat Ryōma zijn vriendin Oryō hier werkte. 's Nachts braken meer dan 20 soldaten in in het huis, om Ryōma te vermoorden. Ryōma pakte zijn pistool, maar aangezien hij zijn vingers tijdens het zwaardgevecht had verwond, kon hij niet meer schieten. Miyoshi wilde verder vechten, maar Ryōma besloot te ontsnappen. Omdat er geen uitgang aan de achterzijde van de herberg was, hebben de twee het huis door de muur verlaten. Nadat ze zich een tijdje verborgen hadden gehouden, kon de zwaargewonde Ryōma niet meer verder. Miyoshi ging terug naar het herenhuis van Satsuma en stuurde militairen om Ryōma terug te brengen. Ryōma verzorgde zijn wonden in Kioto en Saigo stelde Ryōma voor aan Satsuma voor een medische behandeling samen met Oryō, die de eerste huwelijksreis was in de Japanse geschiedenis.

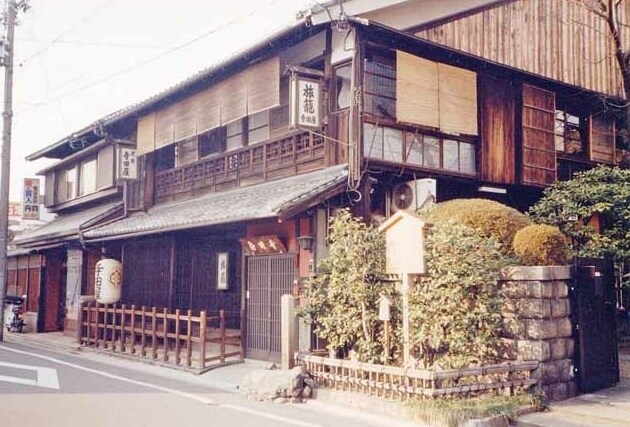
Teradaya

In april 1867 liet de Kishu (紀州) clan, die verwant met de shogun was, een van de commerciële schepen van Ryōma zinken. Ryōma begon met de Kishu-clan te onderhandelen en probeerde de fondsen veilig te vervangen. Kaientai was erg vertrouwd met de internationale overzeese wet en Ryōma wilde dit probleem oplossen door overzeese wet in Japan te gebruiken. Hij riep de hulp in van westerlingen in Narazaki voor deze onderhandeling en uiteindelijk is het gelukt. Tijdens dit proces had hij contact met de hooggeplaatste ambtenaar van de Tosa-clan, Goto Shojiro (後藤象二郎). Goto maakte zich zorgen over de toekomst van Tosa en dacht dat Tosa misschien deel van de nieuwe overheid uit zou gaan maken, samen met de Chōshū en Satsuma clan. (Tosa, verenigd met Chōshū en Satsuma)
In hetzelfde jaar bereidden de rebellerende clans zich voor op de oorlog tegen de overheid. Ryōma gelooft dat het het beste is om deze oorlog te vermijden en de macht aan de keizer terug te geven. Ryōma vertelde zijn idee aan Goto en sprak met Yamanōchi, aan wie hij vroeg de shogun af te laten treden. De ideeën van Ryōma werden "Senchu Hassaku" (船中八策) of plan van acht punten genoemd. Hij stelde voor dat de macht aan de keizer moest worden teruggegeven en dat de waarde van goud en zilver geconformeerd moest worden aan die in andere landen. In oktober 1867 ging de shogun akkoord met de ideeën van Ryōma en gaf de macht terug aan de keizer.
Senchu Hassaku (船中八策), het acht puntenplan:
1. Macht teruggeven aan keizer.
2. Hervorming van het parlement.
3. Verwijderen van onnodige mensen, verzamelen van mensen met meer capaciteiten.
4. Verbreiden van internationale handel.
5. Nieuw rechtssysteem en regering vormen.
6. Macht van de marine vergroten.
7. Bescherming van het nationale kapitaal.
8. De waarde van goud en zilver gelijk maken aan die in andere landen.

### Overlijden
Op 10 december 1867 was Ryōma in Kioto met zijn vriend Nakaoka Shintaro. Zij werden allebei vermoord in een sojasauswinkel die Omiya heette. Ryōma was 31 jaar en Nakaoka, die 2 dagen later stierf, was 30 jaar. Onmiddellijk dacht men dat de moordenaars de Miburo (van de Shinsengumi) waren. Van het bewijs, een schede die op de plaats was gevonden, werd gezegd dat het van Harada Sanosuke was, en een schoen, die een lid van Shinsengumi had geleend, werd gevonden in de tuin. Daarna begonnen mensen uit Tosa de Shinsengumi te haten. Maar in het tweede jaar van de Meiji-periode bekende een man uit Mimawarigumi (見廻組) dat Sasaki Tadasaburō (佐々木只三郎), het hoofd van Minawarigumi, Sakamoto en Nakaoka had vermoord. De moord van Sakamoto verliep als volgt. De mensen uit Tosa geloofden dat Miura Yasutarō Shinsengumi had gemanipuleerd om Sakamoto te vermoorden. In het 3de jaar van de Era Keiō raakte Shinsengumi betrokken bij de zaak van de herberg Tenma, een poging om Miura te vermoorden. Wie de echte moordenaar van Ryōma is, is nog altijd onbekend.
Na de moord bleek dat Ryōma bij leven alles gedaan heeft wat hij moest of wilde. Het administratieve beleid dat hij had voorbereid, werd gewillig goedgekeurd door de nieuwe overheid. De Eed in Vijf Artikelen (五ヶ条の御誓文), die door keizer Meiji in 1868 wordt opgesteld, de eerste grondwet van modern Japan, was voortgekomen uit het achtpuntenplan dat Ryōma twee jaar eerder had gemaakt.